# Delta Force: Task Force Dagger
Delta Force: Task Force Dagger — відеогра жанру тактичного шутера від першої особи, розроблений компанією Zombie Studios. Самостійний аддон до Delta Force: Land Warrior. Реліз гри відбувся 27 червня 2002 року. На території України та СНД видавалася компанією 1С під назвою Delta Force: Операция Кинжал. Сьогодні гра розповсюджується за допомогою сервісів цифрової дистрибуції компанією THQ Nordic, що придбала права на всі франшизи NovaLogic.
На відміну від попередніх ігор серії, за основу місій Task Force Dagger узято реальний військовий конфлікт.

## Геймплей
Будучи самостійним доповненням, Delta Force: Task Force Dagger основами ігрового процесу мало відрізняється від Land Warrior. На вибір гравця є десять оперативників різних спецпідрозділів зі своїми сильними та слабкими сторонами. Як і в інших іграх серії, у грі присутній вільний підхід до виконання завдань — гравця дислокують у певній точці величезної карти, після чого він вільний виконувати місію будь-яким способом. Перед кожною місію гравець може обирати собі озброєння з автоматів, пістолет-кулеметів, кулеметів, снайперських гвинтівок, РПГ, гранат, пластиду. Окрім зброї можна узяти бронежилет, що підвищує виживаємість, або додаткові набої. Також присутня можливість забирати зброю у вбитих супротивників. Окрім цього, у деяких місіях є можливість викликати вогонь артилерії лазерним цільовим указником, а для розвідки уперше в серії можна використовувати БПЛА. На відміну від попередніх ігор серії, в більшості місій немає комп'ютерних союзників. Як і у всій серії, виживаність тут є реалістичною — як супротивники, так і протагоніст гинуть від влучання однієї-двох куль.

## Сюжет
У ролі бійця одного зі спецпідрозділів країн НАТО та Австралії, гравцеві пропонується узяти участь у військових спецопераціях з ліквідації афганських терористичних угрупувань. Кампанія складається з окремих місій, котрі також можна проходити у будь-якій послідовності. Сюжетні деталі розкриваються у брифінгах перед завданнями.
У Task Force Dagger також присутній мультиплеєр на 16 гравців з класичними для шутерів режимами (Deathmatch, Team Deathmatch, Захоплення Прапору, Цар Гори, тощо) та кооператив на 8 гравців

## Рушій
Гра створена на гібридному воксельно-полігональному рушії Delta Force: Land Warrior, котрий використовує вокселі для рендерингу ландшафтів, та полігони для рендерингу об'єктів. Рушій підтримує створення дуже великих карт шляхом копіювання ландшафту.

## Реакція преси та гравців
Гра отримала змішані відгуки від преси, але була досить тепло сприйнята гравцями. На порталі metacritic Delta Force: Task Force Dagger має оцінку 51 з 100 від професійних журналістів та 7.6 з 10 від звичайних геймерів.
У Steam гра має 79 % позитивних рецензій.
У GOG Task Force Dagger має середню оцінку 3.6/5.
Гру хвалили за цікавий мультиплеєр, величезні відкриті локації з повною свободою пересування та велику кількість доступної зброї. Критикували за схожі репетативні місії, застарілу на свій час графіку, зловживання «коридорними» локаціями та загальну відсутність серйозних геймплейних інновацій.